# Hester Rupert Art Museum
Das Hester Rupert Art Museum und das Jan Rupert Art Centre befinden sich in Graaff-Reinet, einer Stadt in der Provinz Ostkap in Südafrika. Das Hester Rupert Art Museum ist in der fünftältesten Kirche des Landes untergebracht, einer ehemaligen niederländisch-reformierten Missionskirche, die 1821 erbaut wurde.

## Gebäude
Das Gebäude wurde 1965 vor dem Abriss gerettet, als bekannt wurde, dass eine Mineralölgesellschaft über den Kauf des Gebäudes verhandelte, um dort eine Tankstelle zu errichten. Als Anton Rupert, Einwohner von Graaff-Reinet und Präsident der Rembrandt Group, davon erfuhr, nahm er sofort Verhandlungen mit der Ölgesellschaft auf, die glücklicherweise erkannte, dass die Zerstörung des Gebäudes ein großer Fehler gewesen wäre.
Die Rembrandt Group erwarb das Gebäude, und Anton Rupert verpflichtete sich, es zu restaurieren und in ein Kunstmuseum umzuwandeln, unter der Bedingung, dass eine ausreichende Anzahl südafrikanischer Künstler eine Auswahl ihrer besten Werke für diesen Zweck zur Verfügung stellen würde. Dieser Aufruf, der in persönlichen Briefen erfolgte, fand sofort ein begeistertes Echo. Am 26. Juli 1966 wurde das Kunstmuseum mit insgesamt 90 Gemälden und Skulpturen, gestiftet von 83 Künstlern, vom damaligen Staatspräsidenten C.R. Swart eröffnet und dem Stadtrat von Graaff-Reinet treuhänderisch übergeben. Aus Dankbarkeit benannte der Stadtrat das Museum zu Ehren der verstorbenen Mutter von Anton Rupert in Hester Rupert Art Museum um. Am 4. Oktober 1968 wurde das Gebäude unter Denkmalschutz gestellt.

## Sammlung

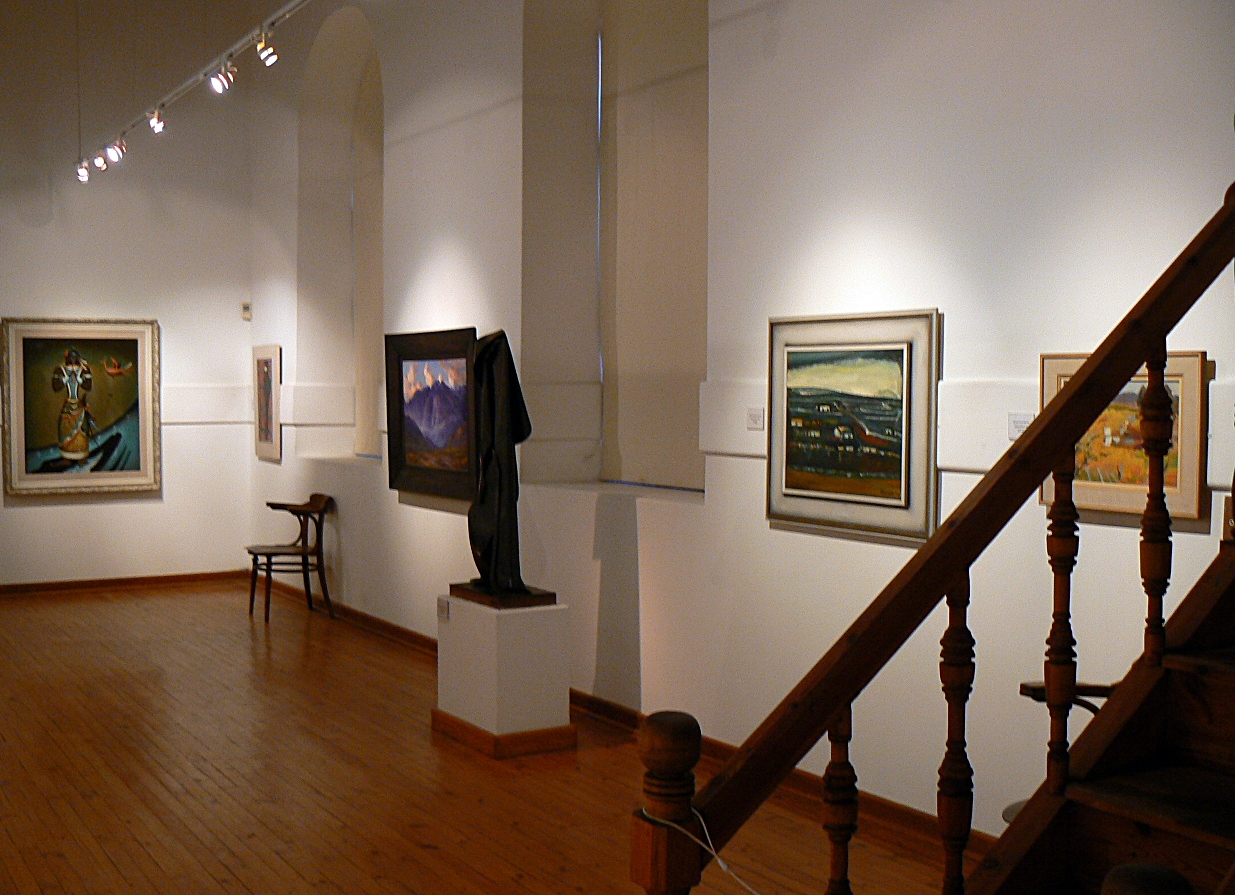
Hester Rupert Art Museum. Ausstellungsraum

Seitdem haben weitere Künstler dem Museum Werke geschenkt, so dass die Sammlung heute 126 Kunstwerke von 106 Künstlern umfasst. Der größte Teil der Sammlung besteht aus Werken von Künstlern, die in den 1960er Jahren arbeiteten. Diese Sammlung sollte nicht als repräsentativ für die südafrikanische Kunst des 20. Jahrhunderts angesehen werden, sondern eher als eine kleine, konzentrierte Sammlung, die dennoch von großer Bedeutung ist.
Die Dauerausstellung des kleinen Museums zeigt einige der besten Beispiele dieser Epoche. Die Werke von Malerinnen wie Eleanor Esmonde-White, Nel Erasmus, Bettie Cilliers-Barnard, Anna Verschoyle, Cecily Sash und Judith Mason stehen in einer Reihe mit einigen ihrer bahnbrechenden Vorgängerinnen. Dazu gehören Ruth Prowse, Maggie Laubser, Cecil Higgs, Irma Stern, May Hillhouse und Maud Sumner.
Die Ausstellung präsentiert Werke von Künstlern, die die südafrikanische Kunst entscheidend geprägt haben, darunter Cecil Skotnes, Walter Battiss und Edoardo Villa. Die Gemälde von Carl Büchner, Maurice van Essche, Frans Claerhout und Pranas Domsaitis vermitteln den dargestellten Landschaften und Figuren eine tiefere Bedeutung. Im Kontrast dazu stehen die Verspieltheit von Andrew Murray und Johannes Meintjies, die Dynamik von Christo Coetzee sowie die surrealen Welten von Fred Page, Diederick During und Alexis Preller. Die südafrikanische Landschaft wird zur Ikone, wobei insbesondere die vertraute Szene des Malaienviertels von Gregoire Boonzaaier, die weite Namiblandschaft von Adolph Jentsch sowie die typische Berglandschaft von Hugo Naudé zu nennen sind. Die Werke von Fritz Krampe, Zakkie Eloff und Gerard de Leeuw sind geprägt von der Darstellung der Tierwelt. Weitere bekannte Künstler sind Alfred Krenz, Jean Welz, Alexander Rose-Innes, Maureen Quin, Dirk Meerkotter und Larry Scully. 

## Jan Rupert Art Centre

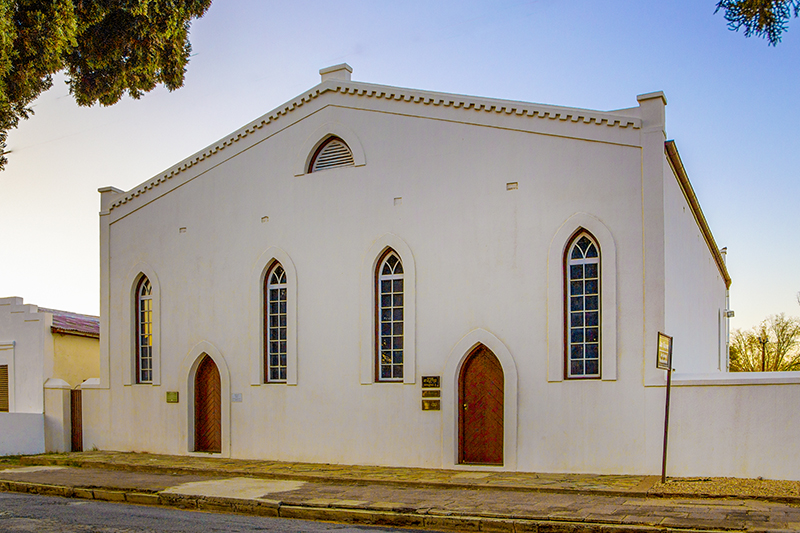
Jan Rupert Art Centre

Das Gebäude wurde 1975 zum Nationaldenkmal erklärt, obwohl es kein städtisches Museum ist wie die Hester Rupert Art Gallery, die eine Dauerausstellung beherbergt. Das Jan Rupert Art Centre zeigt temporäre Kunstausstellungen, die von der Rupert Art Foundation organisiert werden.
Das neugotische Gebäude in der Middle Street war ursprünglich ein Gotteshaus für die Manatees, einen Sotho-Flüchtlingsstamm, der in den 1820er Jahren über den Oranje-Fluss nach Süden geflohen war. Das Gebäude wurde 1870 erweitert. Als die Zahl der Gemeindemitglieder zurückging und die verbliebenen sich der Parsonage Street Congregation anschlossen, wurde das Gebäude jahrelang als Lager genutzt und verfiel schließlich. Dank der Fürsprache von Anton Rupert wurde das Gebäude restauriert und 1986 offiziell der Save Reinet Foundation übergeben, die es nach AntonRuperts verstorbenem Bruder Jan benannte.

## Bedeutung

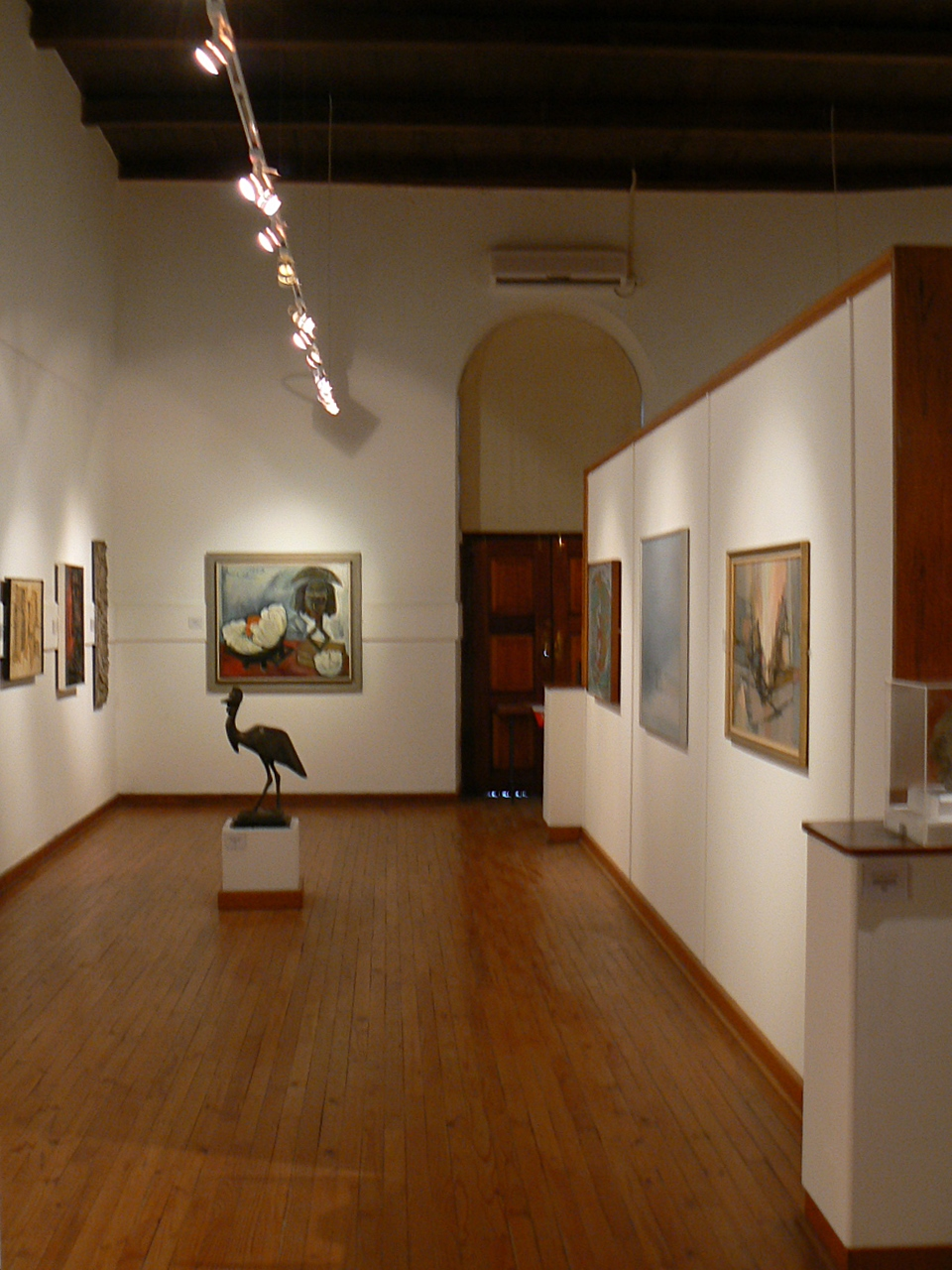

Das Hester Rupert Art Museum ist nicht nur ein Ort der Kunst, sondern auch ein Denkmal für die kulturelle und historische Vielfalt Südafrikas. Es dient als Plattform für die Präsentation der südafrikanischen Moderne und bietet dem Besucher einen Überblick über die Entwicklung der Kunst des Landes im 20.